# 요시프 시무니치
요시프 시무니치(크로아티아어: Josip Šimunić, 1978년 2월 18일 오스트레일리아 캔버라 ~ )는 크로아티아의 전직 축구 선수로 포지션은 수비수이다. 오스트레일리아의 축구 클럽 멜버른 나이츠에서 데뷔하였으며 1997년 유럽 무대에 첫 발을 내디뎠다.
함부르거 SV 시절에는 연이은 부상으로 인해 눈에 띄는 활약을 보이지 못했으나 헤르타 베를린으로 이적한 후에는 그 실력이 절정에 달해 헤르타 베를린의 주전 수비수가 되었다. 2009년 TSG 1899 호펜하임으로 이적하였으며 2011년부터 2014년 은퇴할 때까지 NK 자그레브 소속으로 뛰었다.
2002년 FIFA 월드컵, UEFA 유로 2004, 2006년 FIFA 월드컵, UEFA 유로 2008, UEFA 유로 2012에서 크로아티아 대표팀의 일원으로 참가했다. 2013년 2월 6일에 열린 대한민국과의 친선 경기에서 A매치 100경기 출전 기록을 수립했다.

## 트리비아
- 2006년 FIFA 월드컵에 출전한 요시프 시무니치는 크로아티아와 오스트레일리아의 조별 예선 경기에서 후반전 16분에 첫 번째 경고를 받았고 후반전 45분에 두 번째 경고를 받았다. 그런데 잉글랜드 출신의 그레이엄 폴 주심은 그가 후반전 45분에 두 번째 경고를 받았는데도 퇴장을 선언하지 않았고 결국 후반전 추가 시간 3분이 되어서야 그에게 세 번째 경고를 내리고 퇴장을 선언했다.
- 요시프 시무니치는 2013년 11월 19일에 크로아티아 자그레브에서 열린 크로아티아와 아이슬란드의 2014년 FIFA 월드컵 유럽 지역 예선 플레이오프 2차전 경기가 크로아티아의 2-0 승리로 끝난 뒤에 관중들 앞에서 "조국을 위해"(Za dom, 자 돔)라는 구호를 외치자 관중들은 시무니치에게 "준비하라!"(Spremni!, 스프렘니!)라고 응답했다. 그런데 이 구호는 제2차 세계 대전 기간 동안에 활동했던 크로아티아의 파시스트 조직인 우스타샤가 사용했던 구호여서 논란이 되었다. 이 때문에 그는 크로아티아 검찰로부터 25,000 쿠나의 벌금을 받았다. 또한 국제축구연맹(FIFA)은 시무니치에게 30,000 스위스 프랑의 벌금과 함께 크로아티아 대표팀의 공식 경기 10경기 출전 정지 처분을 내렸으며 이 기간 동안에 크로아티아 대표팀의 공식 경기가 열리는 경기장에 입장하는 것조차 금지시켰다. 이 징계 조치에 따라 그는 2014년 FIFA 월드컵 본선에 참가하지 못했다.

## 같이 보기
- A매치 100경기 이상 출전한 축구 선수 명단